# Ammi élevé
Ammi majus
Espèce
L’ammi élevé (Ammi majus) est une espèce de plantes à fleurs de la famille des Apiacées. C'est une plante herbacée annuelle originaire du bassin méditerranéen, parfois cultivée comme plante condimentaire.

## Noms vernaculaires
ammi élevé, ammi commun, ammi officinal, ammi inodore. de : große Knorpelmöhre, großes Ammei, en : bishop’s-weed, bullwort, es : ameo mayor.

## Description
C'est une plante annuelle de 50 à 100 cm, à grandes ombelles de fleurs blanches.

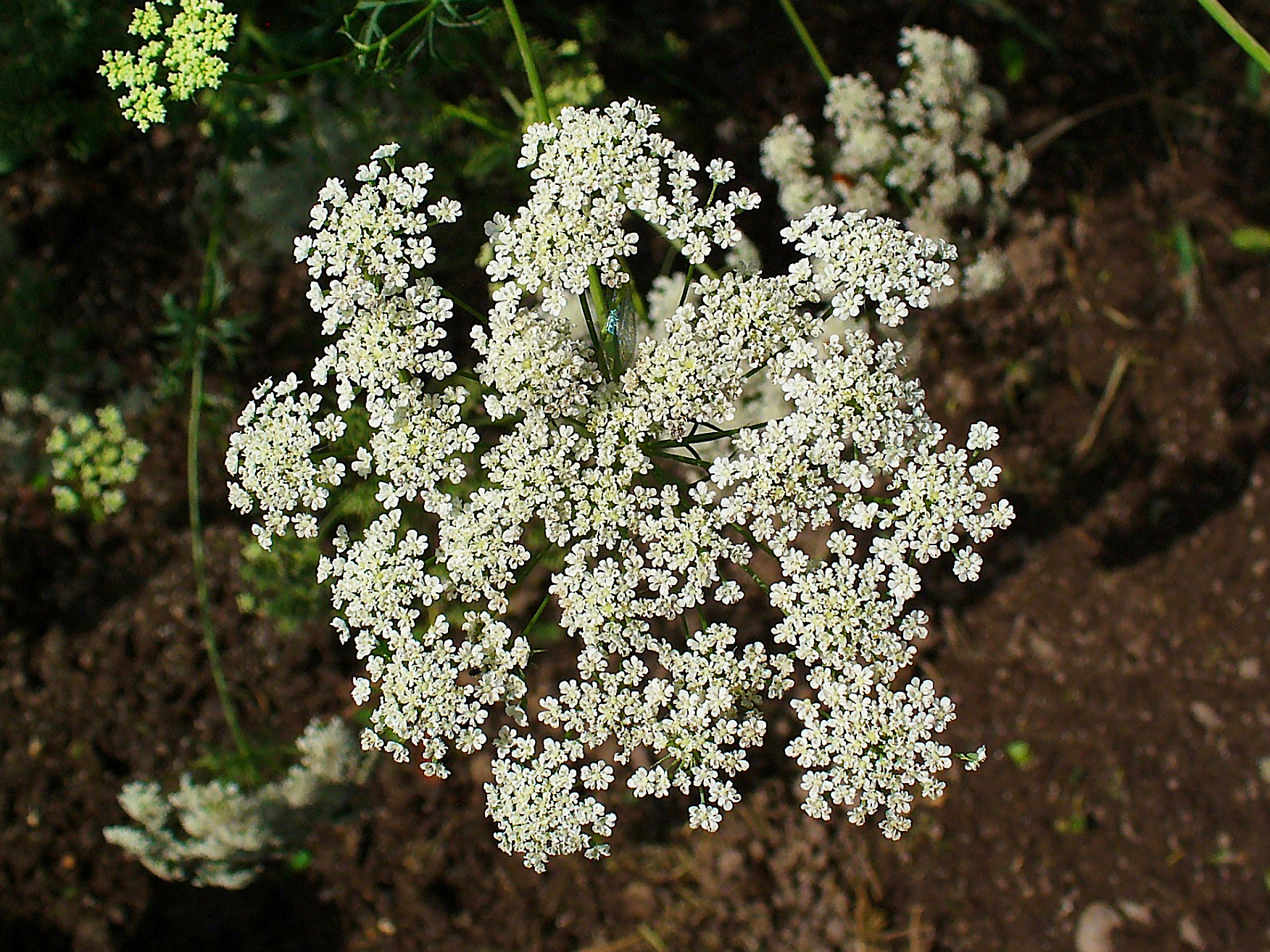
Inflorescence d’Ammi majus.

La floraison a lieu de juillet à septembre. L'inflorescence est une ombelle d'ombellules pollinisée par les insectes (entomogame).
Les graines sont des akènes.

## Habitat et répartition
- Habitat type : annuelles commensales des cultures acidophiles[2]
- Aire de répartition : méditerranéen

Elle est assez commune dans le Midi et dans l’Ouest de la France.

## Utilisations, pharmacochimie
C'est une plante anciennement cultivée ; elle est citée dans le capitulaire De Villis au IXe siècle.
Les graines contiennent de l'ammoïdine (ou 8-méthoxy-psoralène) dont l'action photosensibilisatrice est utilisée pour le traitement du vitiligo ou du psoriasis.
On a expérimentalement montré en Pologne que cette espèce contient des coumarines, en concentration variant fortement (de 40,95 à  871,05 mg pour 100 grammes (en poids sec)  selon le contenu de son environnement en phytohormones (C12H10O2, ou acide α-naphthalèneacétique (une auxine) et 6-benzylaminopurine (BAP ; C12 H11N5 aussi nommée benzyl adénine). Parmi les furanocoumarines, le métabolite dominant est l'Impératorine. On trouve aussi des quantités importantes d'ombelliférone dans la plante (jusqu'à  536,29 mg par gramme (en poids sec).

## Agriculture
Bien qu'autrefois cultivée (graines condimentaires), cette plante est aujourd’hui perçue comme une mauvaise herbe, assez répandue, notamment dans les champs de luzerne et de trèfle mais aussi dans les champs de betterave sucrière.